# Dżigdżeegijn Dżawdzandulam
Dżigdżeegijn Dżawdzandulam (mong. Жигжээгийн Жавзандулам, ur. 17 września 1944) – mongolska biegaczka narciarska, olimpijka.
Na zimowych igrzyskach olimpijskich w Innsbrucku wzięła udział w biegach na 5 i 10 kilometrów, zajmując odpowiednio 30. i 34. miejsce.